# Vodní pólo na mistrovství Evropy v plaveckých sportech 1995
Zápasy ve vodním pólu na mistrovství Evropy v plaveckých sportech za rok 1995 proběhly ve Vídni, Rakousko ve dnech 17. až 27. srpna 1995.

## Česká stopa
Mužská reprezentace se mistrovství Evropy neúčastnila. 
Za ženskou reprezentaci bylo nominováno 14 hráček: Ivana Štochlová, Lenka Marková, Marcela Krůtová, Šárka Nováková, Lucie Burgetová, Petra Kučerová Hedvika Nekolná, Eva Raichlová, Helena Berková, Barbora Krásová, Pavla Marková, Vendula Haimrathová, Petra Hořejšová, Monika Hrčáková
Zápasy ve skupině:
- CZE – HUN 1:10 (???), branky CZE: ???
- CZE – GBR 8:12 (???), branky CZE: ???

Zápasy ve skupině o 9.–12. místo:
- CZE – ESP 2:14 (???), branky CZE: ???
- CZE – POR 13:4 (???), branky CZE: ???
- CZE – SUI 7:7 (???), branky CZE: ???

## Medailisté
| Muži | Zlato | Stříbro | Bronz |
| ---- | --- | --- | --- |
| Tým  | Itálie (ITA) (Francesco Attolico, Francesco Postiglione, Alessandro Bovo, Marco Gerini, Angelo Temellini, Roberto Calcaterra, Alessandro Calcaterra, Alberto Angelini, Amedeo Pomilio, Paolo Petronelli, Leonardo Sottani, Carlo Silipo, Alberto Ghibellini, Fabio Bencivenga, Luca Giustolisi)                         | Maďarsko (HUN) (Zoltán Kósz, Frank Tóth, Tamás Märcz, Tamás Varga, Tamás Kásás, László Tóth, Tamás Dala, Tibor Benedek, Rajmund Fodor, Balázs Vincze, András Gyöngyösi, Péter Kuna, Zsolt Németh, Attila Monostori, Zsolt Varga)                                                              | Německo (GER) (Daniel Voß, Torsten Dresel, Piotr Bukowski, Boris Schulmann, Michael Ilgner, Dirk Klingenberg, Raúl de la Peña, Uwe Sterzik, Schmidt, René Reimann, Lars Tomanek, Jörg Dresel, Hofmann, ??? (n), ??? (n))                                                                                               |
| Ženy | Zlato | Stříbro | Bronz |
| Tým  | Itálie (ITA) (Francesca Contiová, Martina Miceliová, Carmela Allucciová, Stefania Lariucciová, Milena Virzìová, Monica Vaillantová, Antonella Di Giacintová, Cristina Consoliová, Giusi Malatová, Francesca Romanová, Marica Carrozziová, Melania Gregová, Paola Sabbatiniová, Daria Staraceová, Maddalena Musumeciová) | Maďarsko (HUN) (Krisztina Kardosová, Gabriella Tóthová, Edit Siposová, Andrea Ekeová, Mercédesz Stieberová, Edit Vinczeová, Kata Rédeiová, Irén Rafaelová, Krisztina Szremkóová, Ágnes Primászová, Krisztina Zantleitnerová, Márta Pápaiová, Noémi Tóthová, Anikó Pelleová, Brigitta Szépová) | Nizozemsko (NED) (Karla Pluggeová, Karin Bouwensová, Edmée Hiemstraová, Carla Quintová, Ingrid Leijendekkerová, Suzanne van der Boomenová, Karin Kuipersová, Eleonora van der Weijdenová, Gillian van den Bergová, Rianne Schramová, Marjan op den Veldeová, Sandra Nieuwenburgová, Hedda Verdamová, ??? (n), ??? (n)) |

pozn. Dva hráči ze sestav byli nehrajícími náhradníky tj. náhradníci na tribuně, nebo necestujující náhradníci připraveni na telefonu dorazit v případě zranění.